# Джемисон, Джими
Джими Уэйн Джемисон (23 августа 1951, Миссисипи — 1 сентября 2014) — рок-вокалист и автор песен. Наибольшую популярность приобрел в группе Survivor.

## Биография
Родился в Миссисипи, через некоторое время Джемисон переехал со своей матерью в Мемфис, штат Теннесси. С тех самых пор он считает себя уроженцем Мемфиса. Уже в школьные годы он участвовал в рок-группах. Позже он стал вокалистом таких групп, как Target (англ.) и Cobra (англ.), а также принимал участие в ряде других коллективов, включая ZZ Top на бэк-вокале. После распада Cobra в конце 1983 года, он был приглашён на прослушивание в Survivor, тогда как их вокалист Дейв Биклер нуждался в операции на голосовых связках и больше не мог участвовать в группе. Джемисон получил работу, становясь новым участником группы.
В начале 1990-х Джими Джемисон сформировал группу и дал ей своё имя. В 1991 году записал свой первый сольный альбом «When Love Comes Down».
Умер 1 сентября 2014 года от сердечного приступа в возрасте 63 лет.

## Дискография
В составе группы Survivor:
- 1984 — Vital Signs
- 1986 — When Seconds Count
- 1988 — Too Hot to Sleep
- 2006 — Reach
- 2004 — Ultimate Survivor
- Survivor Extended Versions MTV Live in Japan Special

Прочие:
- 1967 — «If I Cry» (сольный сингл)
- 1971 — Combinations — D Beaver
- 1976 — Target (self-titled)
- 1977 — Captured — Target
- 1983 — First Strike — Cobra
- 1983 — Headhunter — Krokus (бэк-вокал)
- 1991 — When Love Comes Down
- 1999 — Empires (сольный)
- 2008 — Crossroads Moment